# Ulica Poznańska w Kaliszu
Ulica Poznańska – jedna z głównych i ruchliwszych arterii komunikacyjnych Kalisza. Przebiega przez trzy dzielnice miasta: Korczak, Ogrody i Dobrzec. Ma około 3,7 km długości co daje jej szóstą pozycję w zestawieniu najdłuższych ulic Kalisza. Stanowi ona główną trasę wylotową z miasta na Poznań.

## Przebieg
Ulica Poznańska zaczyna się na styku ulic Dobrzeckiej i Harcerskiej. Po chwili krzyżuje się z ruchliwą aleją Wojska Polskiego, a później poprzez rondo NSZZ „Solidarność” z Trasą Stanczukowskiego. Od tego miejsca jest częścią ważnej drogi krajowej nr 12. Kończy się na granicy miasta w pobliżu kampusu PWSZ. Do skrzyżowania z obwodnicą ulica Poznańska przebiega na granicy Korczaka i Ogrodów, natomiast od tegoż miejsca na granicy Dobrzeca i Ogrodów. Na całej długości jest jednojezdniowa.

## Obiekty
Do skrzyżowania z Trasą Stanczukowskiego ulicę Poznańską otaczają głównie domy i bloki mieszkalne, a dalej pola uprawne. Leżą przy niej również charakterystyczne obiekty:
- salon Opla i Chevroleta Wega Auto, nr. 24
- Poczta Polska, urząd pocztowy nr 1 filia, nr. 79
- Wojewódzki Szpital Zespolony im. Ludwika Perzyny, nr. 79
- stacja benzynowa PKN Orlen, nr. 99
- Galeria Kalisz (nr. 121-131), w której skład wchodzą:
  - Carrefour
  - Leroy Merlin
  - CCC
  - Reserved
  - 29 mniejszych sklepów
- Galeria Kalisz 2 (nr. 121-131), w której skład wchodzą:
  - JYSK
  - Komfort
  - MediaExpert
  - Kilila
  - Agata Meble (do ul. Piłsudskiego 20-22)
- stacja benzynowa Carrefour, nr. 121-131
- stacja benzynowa Webo, nr. 155
- Cmentarz Komunalny, nr. 183-187
- osiedle Złote Łąki (do ul. Poligonowej)
- kampus PWSZ
- Archiwum Państwowe, nr. 207

## Komunikacja
Po ulicy Poznańskiej kursują następujące linie Kaliskich Linii Autobusowych:
- 2 (Hanki Sawickiej - Kampus PWSZ)
- 6 (Pólko - Elektryczna Pratt & Whitney)
- 12 (Fabryka Domów - Cmentarz Komunalny)
- 12G (linia sezonowa; Fabryka Domów - Gołuchów)
- 12K (Fabryka Domów - Kościelna Wieś Pętla)
- S2 (Kampus PWSZ - Winiary Osiedle)

Znajduje się tutaj osiem przystanków.